# Жикава
Жикава (слч. Žikava) насељено је мјесто са административним статусом сеоске општине (слч. obec) у округу Злате Моравце, у Њитранском крају, Словачка Република.

## Становништво
| Година:    | 1994. | 2004.   | 2014.   | 2024.   |
| ---------- | ----- | ------- | ------- | ------- |
| Број људи: | 592   | 545     | 518     | 534     |
| Разлика:   |       | -7,93 % | -4,95 % | +3,08 % |

| Година:    | 2023. | 2024. |
| ---------- | ----- | ----- |
| Број људи: | 534   | 534   |
| Разлика:   |       | +0 %  |

Према подацима о броју становника из 2011. године насеље је имало 509 становника.